# Dimitris P. Kraniotis
Dimitris P. Kraniotis (griechisch Δημήτρης Π. Κρανιώτης, * 15. Juli 1966 in Stomio) ist ein griechischer Arzt und Dichter.

## Werdegang
Nach eigenen Angaben studierte Kraniotis an der Aristoteles-Universität Thessaloniki Medizin und praktiziert als Arzt in Larisa, einer Stadt mit etwa 125.000 Einwohnern. Doktor der Künste in Poesie an der Internationalen Kunstakademie (International Art Academy, Volos, Griechenland).

## Werke
Kraniotis hat sieben Gedichtbände verfasst. Einzelne Gedichte wurden auch in 20 andere Sprachen übertragen.
- Ίχνη (Spuren), 1985, Cosmos Press, Stomio (Larisa), Griechenland. Gedichte in griechischer Sprache
- Πήλινα Πρόσωπα (Tönerne Gesichter), 1992, Kostas Karampelas, Stomio (Larissa), Griechenland. Gedichte in griechischer Sprache
- Νοητή Γραμμή (Fiktive Linie), 2005, Emmanouil Lavdakis, Larissa, Griechenland, ISBN 960-90107-1-7. Gedichte in griechischer, englischer und französischer Sprache
- Θίνες (Dünen), 2007, Orient Occident, Bukarest, Rumänien, ISBN 978-973-8430-44-0. Gedichte in französischer und rumänischer Sprache
- Ενδόγραμμα (Endogramm), 2010, Malliaris Paidia, Griechenland. Gedichte in griechischer Sprache
- Έδδα (Edda), 2010,  Orient Occident, Bukarest, Rumänien, Gedichte in französischer und rumänischer Sprache
- Ψευδαισθήσεις (Illusions), 2010, Albanezul, Rawex Coms, Bukarest, Rumänien, Gedichte in albanischer Sprache

## Sonstiges
Der Autor ist nicht zu verwechseln mit dem in Frankreich lebenden Dichter und Tänzer Dimitris Kraniotis (* 1950).